# Battaglia di Sandepu
La battaglia di Sandepu fu uno dei maggiori scontri militari terrestri nell'ambito della guerra russo-giapponese.

## Antefatti
Dopo la battaglia di Shaho i giapponesi si erano accampati e si preparavano ad affrontare il rigido inverno, convinti dell'impossibilità di un nuovo scontro militare a causa delle condizioni atmosferiche. I giapponesi erano inoltre convinti che anche i russi non avrebbero mosso azioni militari prima del miglioramento delle condizioni atmosferiche.
In seguito alla caduta di Port Arthur il Generale Oskar Grippenberg, inesperto e appena giunto sul fronte al comando della Seconda Armata Russa, scelse di attaccare il fianco sinistro dell'esercito giapponese pericolosamente esposto a nord per impedire che le armate di Oyama si riunissero a quelle del Generale Nogi Maresuke, che dopo aver espugnato Port Arthur si avvicinavano al fronte. L'obbiettivo di Grippenberg pertanto era quello di ricacciare indietro verso la Corea le forze giapponesi per impedire che Oyama e Nogi si riunissero in un unico esercito.

## Battaglia
Il 25 gennaio 1905, nonostante la forte opposizione di Alexei Kuropatkin, Grippenberg scelse di attaccare l'esercito giapponese potendo contare su una forza di quasi 300 000 uomini e 350 cannoni. I giapponesi erano totalmente impreparati all'attacco e la catena di comando giapponese non riuscì ad organizzare nessuna difesa ragionata mandando nel caos intere squadre di soldati. Dopo una prima fase di totale confusione alcune squadre iniziarono a difendere il campo autonomamente di propria iniziativa, in questa situazione le pessime condizioni atmosferiche e di visibilità mandarono in confusione entrambi gli schieramenti.
Nei giorni seguenti quasi tutte le difese giapponesi vennero abbattute e i russi si preparavano ad una netta vittoria.
Improvvisamente il 29 gennaio 1905 Kuropatkin ordinò alla Seconda Armata Russa di bloccare l'attacco, temendo che il freddo potesse causare una strage dei suoi soldati e mostrando ancora una volta la sua celebre esitazione e la sua eccessiva prudenza di fronte a decisioni importanti. I soldati russi, con il morale alle stelle per la vittoria ormai quasi certa, non riuscirono a capirne le ragioni ma obbedirono rendendo di fatto la battaglia un inutile spargimento di sangue.

## Epilogo
Grippenberg rinunciò al suo incarico e tornò a Mosca dando la colpa per il mancato successo della battaglia a Kuropatkin e accusandolo inoltre di essere stato invidioso del suo successo e di non averlo supportato in un momento cruciale. Questo insuccesso, unito ai precedenti, causò ulteriori manifestazioni di protesta e un nuovo crollo di fiducia della popolazione nel governo.